# Mistrovství Evropy v zápasu ve volném stylu 2020
Mistrovství Evropy v zápasu ve volném stylu za rok 2020 proběhlo v hale PalaPellicone v Římě–Ostii, Itálie ve dnech 12.-16. února 2020.

## Česká stopa
- -57 kg – Lenka Hocková
- -68 kg – Adéla Hanzlíčková

## Program

### Vyřazovací boje
- PO – 12.2.2020 – ženy (−50 kg, −55 kg, −59 kg, −68 kg, −76 kg)
- ÚT – 13.2.2020 – ženy (−53 kg, −57 kg, −62 kg, −65 kg, −72 kg)
- ST – 14.2.2020 – muži (−57 kg, −65 kg, −70 kg, −79 kg, −97 kg)
- ČT – 15.2.2020 – muži (−61 kg, −74 kg, −86 kg, −92 kg, −125 kg)

### Souboje o medaile
- ÚT – 13.2.2020 – ženy (−50 kg, −55 kg, −59 kg, −68 kg, −76 kg)
- ST – 14.2.2020 – ženy (−53 kg, −57 kg, −62 kg, −65 kg, −72 kg)
- ČT – 15.2.2020 – muži (−57 kg, −65 kg, −70 kg, −79 kg, −97 kg)
- PÁ – 16.2.2020 – muži (−61 kg, −74 kg, −86 kg, −92 kg, −125 kg)

## Výsledky

### Muži
| Kategorie | Zlato                             | Stříbro                          | Bronz                     | Bronz                       |
| --------- | --------------------------------- | -------------------------------- | ------------------------- | --------------------------- |
| −57 kg    | Azamat Tuskajev (RUS)             | Süleyman Atlı (TUR)              | Horst Lehr (GER)          | Stevan Mićić (SRB)          |
| −61 kg    | Alexandr Bogomojev (RUS)          | Beka Lomtadze (GEO)              | Nikolaj Ochlopkov (ROU)   | Arsen Arutjunjan (ARM)      |
| −65 kg    | Kurban Širajev (RUS)              | Ňurgun Skrjabin (BLR)            | Ali Rahimzada (AZE)       | Erik Arušanjan (UKR)        |
| −70 kg    | Magomedmurad Gadžijev (POL)       | Agahusejn Mustafajev (AZE)       | Haydar Yavuz (TUR)        | Mihai Sava (MDA)            |
| −74 kg    | Frank Chamizo (ITA)               | Magomedrasul Gazimagomedov (RUS) | Avtandil Kenčadze (GEO)   | Soner Demirtaş (TUR)        |
| −79 kg    | Magomedchabib Kadimagomedov (BLR) | Magomed Ramazanov (RUS)          | Vasyl Mychajlov (UKR)     | Džabrajil Hasanov (AZE)     |
| −86 kg    | Artur Najfonov (RUS)              | Myles Amine (SMR)                | Rasul Tichajev (BLR)      | Boris Makojev (SVK)         |
| −92 kg    | Süleyman Karadeniz (TUR)          | Samuel Scherrer (SUI)            | Omargadži Magomedov (BLR) | Aslanbek Alborov (AZE)      |
| −97 kg    | Abdulrašid Sadulajev (RUS)        | Albert Saritov (ROU)             | Abraham Conyedo (ITA)     | Elizbar Odykadze (GEO)      |
| −125 kg   | Geno Petrijašvili (GEO)           | Robert Baran (POL)               | Baldan Cyžipov (RUS)      | Džamaladdin Magomedov (AZE) |

### Ženy
| Kategorie | Zlato                      | Stříbro                  | Bronz                           | Bronz                           |
| --------- | -------------------------- | ------------------------ | ------------------------------- | ------------------------------- |
| −50 kg    | Miglena Selišká (BUL)      | Oksana Livačová (UKR)    | Xenija Stankevičová (BLR)       | Milana Dadaševová (RUS)         |
| −53 kg    | Vanessa Kolodinská (BLR)   | Jessica Blaszková (NED)  | Annika Wendleová (GER)          | Stalvira Oršušová (RUS)         |
| −55 kg    | Olga Chorošavcevová (RUS)  | Solomija Vynnyková (UKR) | Bediha Günová (TUR)             | Sofia Mattssonová (SWE)         |
| −57 kg    | Grace Bullenová (NOR)      | Alina Akobjanová (UKR)   | Johanna Lindborgová (SWE)       | Irina Kuročkinová (BLR)         |
| −59 kg    | Anastasia Nichitaová (MDA) | Biljana Dudovová (BUL)   | Ljubov Ovčarovová (RUS)         | Anhelina Lysaková (UKR)         |
| −62 kg    | Julija Tkačová (UKR)       | Inna Tražukovová (RUS)   | Tajbe Juseinová (BUL)           | Tetjana Omelčenková (AZE)       |
| −65 kg    | Mimi Christovová (BUL)     | Elis Manolová (AZE)      | Iryna Koljadenková (UKR)        | Marija Kuzněcovová (RUS)        |
| −68 kg    | Chanum Velijevová (RUS)    | Dalma Canevaová (ITA)    | Danutė Domikaitisová (LTU)      | Alla Čerkasovová (UKR)          |
| −72 kg    | Natalja Vorobjovová (RUS)  | Maria Selmaierová (GER)  | Cătălina Axenteová (ROU)        | Alina Berežná (UKR)             |
| −76 kg    | Jekatěrina Bukinová (RUS)  | Yasemin Adarová (TUR)    | Aline Rotterová-Fockenová (GER) | Iselin Moenová Solheimová (NOR) |